# 지가르데
| 번호: 718 | 타입: 땅/드래곤 | 진화전: 없음 | 진화후: 없음 |

## 콘셉트와 창작

### 설계와 특징
지가르데 셀이 3마리가 모이면 지가르데 코어가 된다.
지가르데 코어가 여러 마리 모이면 아래모습처럼 변신한다.
10% 폼의 모습은 개/늑대의 모습을 닮았다.설명:어마어마한 속도로 달린다.
50% 폼의 모습은 뱀의 모습을 닮았다.설명:지금보다 더 어마어마한 힘을 숨기고 있다.
퍼펙트 폼의 모습은 로봇을 닮았다.설명:자연의 질서를 망가트리는 자는 이벨타르도 압도하는 힘으로 공격한다.

## 등장

### 비디오 게임
『포켓몬스터 X 포켓몬스터 Y』의 패키지의 전설의 포켓몬이다. 형태는 코어, 셀, 10% 폼, 50% 폼, 퍼펙트 폼까지 총 5가지 형태가 존재하며, 코어가 다수의 셀과 융합하면 자신의 형태를 변형한다.